# Costa Rica en los Juegos Olímpicos
Costa Rica en los Juegos Olímpicos está representada por el Comité Olímpico Nacional de Costa Rica (CON).
La primera participación del país se dio en los Juegos Olímpicos de Berlín de 1936, cuando estuvo representado por un único atleta, Bernardo de la Guardia, en la disciplina de esgrima, en la categoría de sable, donde no pasó la primera ronda.
Desde los Juegos Olímpicos de Tokio 1964, el país ha asistido ininterrumpidamente a 16 Olimpiadas de Verano, para sumar en total 17 participaciones en las que han competido 173 atletas en 18 disciplinas, y se ha ganado un total de 4 medallas (1 de oro, 1 de plata y 2 de bronce), todas en natación femenina, de la mano de las hermanas Sylvia y Claudia Poll.

## Medallas
| Juegos       |   |   |   | Total |
| Seúl 1988    | 0 | 1 | 0 | 1     |
| Atlanta 1996 | 1 | 0 | 0 | 1     |
| Sídney 2000  | 0 | 0 | 2 | 2     |
| Total        | 1 | 1 | 2 | 4     |

Costa Rica ha ganado cuatro medallas olímpicas en todas sus participaciones en estas justas, todas en natación femenina. La primera medalla (plata) fue ganada por Sylvia Poll en los Juegos Olímpicos de Seúl 1988, en la categoría de 200 m estilo libre. Esta fue la primera medalla olímpica ganada para Costa Rica hasta ese momento. 
La hermana de Sylvia, Claudia Poll, ganó la primera medalla de oro del país en su historia en los Juegos Olímpicos de Atlanta 1996, también en 200 m estilo libre. Este hecho se considera la máxima hazaña de un deportista costarricense hasta la fecha. Claudia Poll también ganó 2 medallas de bronce en los Juegos Olímpicos de Sídney 2000, en 200 y 400 m estilo libre.

## Diplomas olímpicos y otras participaciones destacadas
Además de las medallas ganadas por las hermanas Poll, los siguientes atletas han ganado diploma olímpico por ocupar uno de los primeros ocho lugares en sus respectivas disciplinas:
- Sylvia Poll, por su quinto lugar en 100 m estilo libre y sexto lugar en estilo dorso en Juegos Olímpicos de Seúl 1988, y su séptimo puesto en estilo dorso en los Juegos Olímpicos de Barcelona 1992.

- Claudia Poll, por su quinto lugar en natación 400 m estilo libre en los Juegos Olímpicos de Atlanta 1996. También logró un noveno puesto en 400 m libre y un décimo puesto en 200 m libre en los Juegos Olímpicos de Atenas 2004.

- Andrés Brenes por su sexto lugar en ciclismo de montaña en los Juegos Olímpicos de Atlanta 1996.

- La Selección Nacional por su octavo lugar en los Juegos Olímpicos de Atenas 2004 al caer ante la Campeona Olímpica Argentina,  en cuartos de final.

- Kristopher Moitland por su sexto lugar en taekwondo en los Juegos Olímpicos de Pekín 2008. Moitland también ocupó el noveno lugar en los Juegos Olímpicos de Atenas 2004.

- Brisa Hennessy por su quinto lugar en Surf Femenino en los Juegos Olímpicos de Tokio 2020.

- Kenneth Tencio por su cuarto lugar en BMX Free Style masculino en los Juegos Olímpicos de Tokio 2020.

También se consideran destacadas las participaciones de los siguientes atletas:
- María del Milagro París por su séptimo lugar en 100 m mariposa en natación en los Juegos Olímpicos de Moscú 1980. Fue la primera vez que un costarricense llegaba a una final olímpica clase A. Hasta 1988, este se consideró el principal logro de un atleta costarricense en una Olimpiada.[nota 1]

- Humberto Aranda, por su noveno puesto en boxeo, peso wélter, en los Juegos Olímpicos de Seúl 1988.

- Ignacio Sancho por su noveno puesto en judo, categoría de -66 kg, en los Juegos Olímpicos de Tokio 2020. Sancho convirtió en el primer costarricense en obtener una victoria en este disciplina, y en clasificar a los octavos de final en unos Juegos Olímpicos.

- Andrea Vargas por su noveno puesto en 100 m con vallas femenino en los Juegos Olímpicos  de Tokio 2020.

- Nery Brenes, por su décimo puesto (semifinales) en los 400 m planos del atletismo de los Juegos Olímpicos de Pekín 2008.

## Resultados en cada edición

### Berlín 1936
Fue la primera vez que un atleta costarricense representó al país en unos Juegos Olímpicos. Se trató del esgrimista Bernardo de la Guardia. Fue uno de los 71 espadachines de 26 países que mandaron representantes en esta disciplina. Participó en la categoría de sable, estuvo en seis encuentros donde logró dos puntos merced a una victoria, y las notas de la época escriben que el costarricense empató ante el danés Hammer-Sorenson para terminar en el séptimo lugar, sin pasar de la primera ronda. Después de su eliminación, continuó participando en los Juegos en calidad de juez.

### Tokio 1964

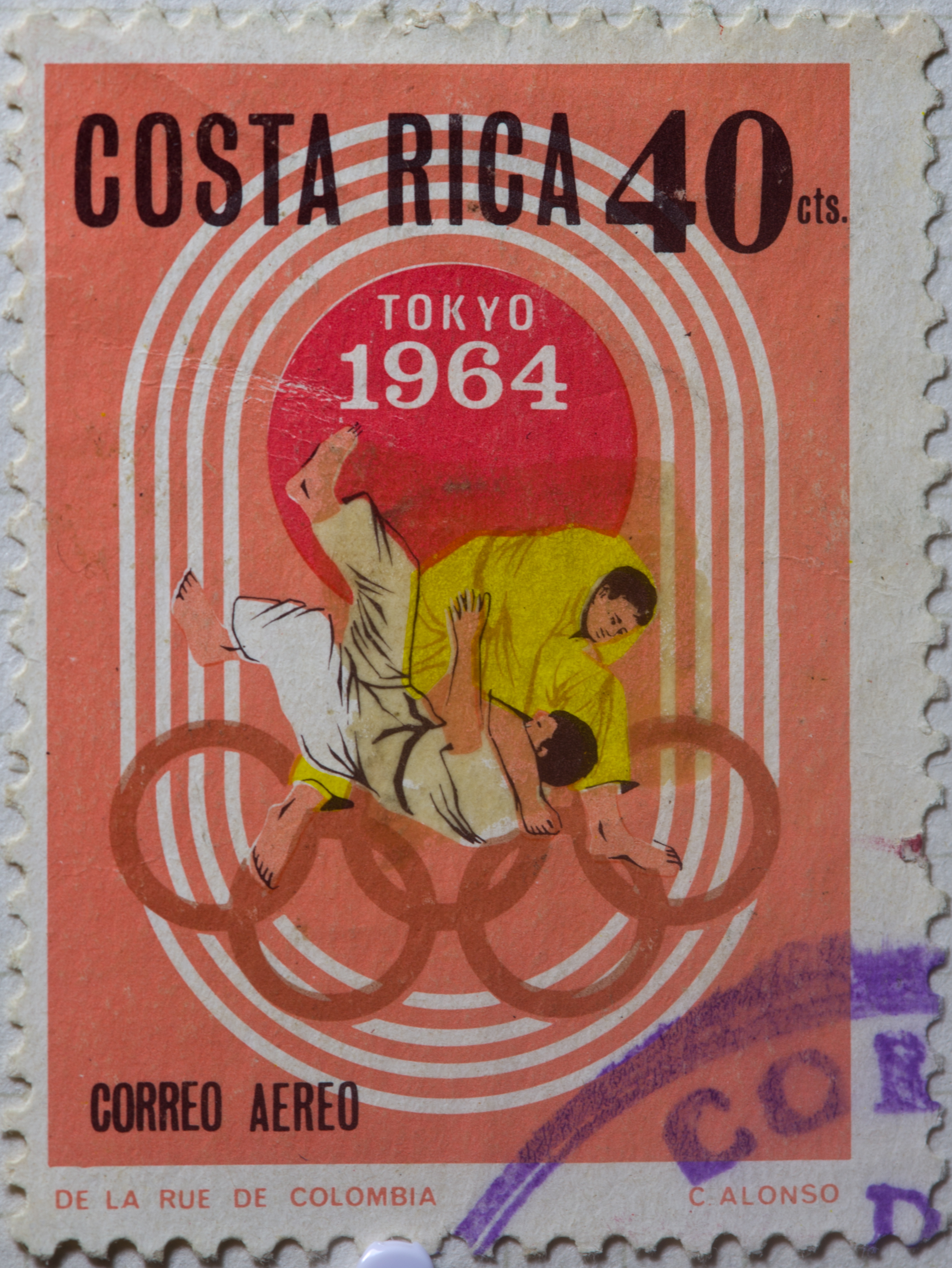
Estampilla conmemorativa de Costa Rica en alusión a los juegos de Tokio 1964, donde participó en la disciplina del judo.

Tras no participar en 4 ediciones, Costa Rica vuelve a tener presencia en los Juegos Olímpicos de Tokio 1964, en donde participan dos atletas en judo:  Orlando Madrigal Valverde (considerado como el fundador del judo en Costa Rica) y Rafael Barquero. Ambos participaron en la categoría de pesos semipesados, ocupando los puestos 17 (Madrigal) y 25 (Barquero). Madrigal perdió contra el brasileño Shiozawa, el filipino García y el austríaco Redle; mientras que Barquero cayó contra el francés Lederre, el alemán Hoffmann y el francés Louis.

### México 1968
En la edición disputada en México, en 1968, por primera vez participaron deportistas de varias disciplinas: atletismo, boxeo, ciclismo de ruta, halterofilia, natación y tiro. El levantador de pesas Rodolfo Castillo portó la bandera nacional en la ceremonia inaugural.
En atletismo, la atleta Jean Robothan participó en las disciplinas de 400 metros planos (primera ronda), salto largo (ronda de clasificación) y pentatlón (puesto 32). Robothan fue la primera mujer costarricense en participar en unas justas olímpicas. 
Rafael Ángel Pérez participó en 3 pruebas: en el heat 2 de los 5.000 metros planos, donde ocupó el puesto 12 con un tiempo de 15:41.4, para quedar eliminado en primera ronda, puesto final 33; en la prueba de 10 000 metros planos, ocupó el puesto 31 con 32:14.6; y en la maratón se retiró. 
En boxeo, Walter Campos cayó ante el keniano Steven Thega en la categoría de los pesos ligeros, mientras que Isaac Marín perdió ante Issaka Daboré (Níger, bronce) en la categoría de peso wélter.
En ciclismo de ruta, Costa Rica envió un equipo compuesto por José Luis Negro Sánchez, José Manuel Soto, Miguel Ángel Sánchez, Humberto Solano y Adrián Solano. El equipo ocupó el puesto 27 con 2-36:25.79 en la prueba de ruta de 100 km. En la prueba individual, José Luis Sánchez, José Manuel Soto y Humberto Solano se retiraron. El único que completó la prueba fue Miguel Ángel Sánchez (puesto 63). Adrián Solano, con 16 años, solamente participó en la prueba por equipos.
En halterofilia, participaron Fernando Esquivel (semipesados, 370.0 kg, puesto 23), Luis Fernando Fonseca (pesos medianos, 335.0 kg, puesto 17) y Rodolfo Castillo (pesos ligeros, 357.5 kg, puesto 21).
En natación, Luis Aguilar ocupó el puesto 57 general en la prueba de 100 metros estilo libre. Participó en el heat 2 donde hizo un tiempo de 1:04.5 (séptimo).
En tiro, Jorgé André ocupó el puesto 51 en tiro al plato; Carlos Pacheco logró el lugar 42 en tiro al plato y ocupó el puesto 50 en rifle mixto de orificio pequeño prono a 50 metros; Hugo Chamberlain ocupó los puestos 57 y 66 en las categorías de rifle mixto de pequeño calibre en tres posiciones a 50 metros y rifle mixto de orificio pequeño prono a 50 metros, respectivamente; y Antonio Mora y Rodrigo Ruiz ocuparon los puestos 67 y 68 en pistola libre mixta a 50 metros.

### Múnich 1972
Costa Rica participó en los Juegos Olímpicos de Múnich 1972 en los deportes de atletismo, judo y tiro, enviando un participante por cada uno de estos deportes. El tirador Hugo Chamberlain fue el abanderado en la ceremonia de inauguración.
En atletismo, Rafael Ángel Pérez participó en la prueba de los 10 000 metros, ocupando la posición 13 del heat 1 de dicha prueba, con un tiempo 29:36,6, eliminado en primera ronda.
En el judo, Roberto Solórzano perdió su combate en la categoría de los pesos semipesados, quedando último en la clasificación general.
En el tiro, Hugo Chamberlain ocupó los puestos 56 y 68 en las categorías de rifle mixto de pequeño calibre en tres posiciones a 50 metros y rifle mixto de orificio pequeño prono a 50 metros, respectivamente.

### Montreal 1976
Costa Rica envió 5 atletas a los Juegos Olímpicos de Montreal 1976 en las disciplinas de arquería, ciclismo, natación y tiro. María del Milagro París fue la abanderada en la ceremonia inaugural.
En arquería, Juan José Wedel y Luis González participaron en 15 pruebas, ocupando Wedel el lugar 34 y González el último lugar entre 37 participantes a nivel general.
En ciclismo, Carlos Alvarado no logró terminar la prueba de ciclismo de ruta individual de 177 km 
En natación, María del Milagro París participó en 100 metros estilo libre (1:01.53), 200 metros estilo libre (2:13.17), 400 metros estilo libre (4:40.35), 100 metros mariposa (1:03.67) y 200 metros mariposa (2:23.52). No logró superar la primera ronda en ninguna de las pruebas, sin embargo, en los 100 metros mariposa logró un tiempo que la ubicó entre los 12 mejores competidores de las justas.
En tiro, Hugo Chamberlain participó en sus terceros Juegos Olímpicos y se ubicó en los puestos 54 y 68 en las mismas pruebas en las que participó en los Juegos anteriores.

### Moscú 1980
Para los Juegos Olímpicos de Moscú 1980, Costa Rica envió 29 deportistas, la delegación más grande de su historia, aunque se debe tener en cuenta que 16 de ellos formaban parte de la Selección Nacional de Fútbol. Costa Rica participó en arquería, fútbol, judo, natación y tiro. Por segunda ocasión, la abanderada en la ceremonia inaugural fue la nadadora María del Milagro París. 
Costa Rica tuvo su primera participación destacada en estos Juegos, cuando la nadadora María del Milagro París logra avanzar a la final de 100 m estilo mariposa, en la que obtiene el séptimo lugar. Este hecho se consideró el principal hito del deporte olímpico costarricense hasta la obtención de la primera medalla en Seúl 1988. María del Milagro París es la nadadora costarricense que ha participado en más pruebas en Juegos Olímpicos, con 20 en total, sumando sus dos participaciones (Múnich 1972 y Moscú 1980).
Con 19 años, Andrey Aguilar participó en 4 pruebas de natación: 200 m espalda (2:33.19, lugar 14), 100 m mariposa (58.35, lugar 28), 200 m mariposa (2:07.57, lugar 18), y 400 m estilo combinado (4:41.74, lugar 17), quedando eliminado en primera ronda en cada prueba. 
Durante estas Olimpiadas se dio la primera participación del fútbol, cuando la Selección Nacional, dirigida por el español Antonio Moyano, se enfrentó a las representaciones de Irak (0 a 3), Yugoslavia (2 a 3, anotaciones ticas de Jorge White y Omar Arroyo) y Finlandia (0 a 3), ocupando el último lugar del grupo y del torneo. Esta participación se considera como el bautizo del fútbol costarricense en eventos a escala mundial.
En estos Juegos, Costa Rica envió un nutrido grupo de participantes en las competiciones de arquería y tiro, aunque los resultados fueron magros. En la arquería, Juan José Wedel y Jorge Murillo alcanzaron los puestos 35 y 36 (de 38 participantes) en la competición individual de hombres. Sumando sus dos participaciones (Montreal 1976 y 1980), Wedel es el atleta costarricense que más veces ha participado en pruebas de Juegos Olímpicos (30 en total). En el tiro Mauricio Alvarado participó en las pruebas de rifle comprimido mixto en tres posiciones a 50 m (38, penúltimo) y prono a 50 m (54, superando a su compatriota Cartín y otros dos tiradores); en las mismas pruebas, Róger Cartín ocupó los puestos 39 (último) y 53 (superando a otros dos participantes). También participaron Mariano Lara (pistola libre a 50 m, puesto 26 entre 33), Marco Vinicio Hidalgo (pistola rápida a 25 m, puesto 31 entre 40), Rodrigo Ruiz (pistola libre a 50 m, lugar 29 de 33) y Álvaro Guardia (tiro al plato, antepenúltimo puesto).
Hubo también representación en judo con Ronny Sanabria, José Manuel Chaves y Álvaro Sanabria. Todos cayeron en sus respectivos y únicos combates.

### Los Ángeles 1984
En las justas disputadas en la ciudad estadounidense de Los Ángeles, en 1984, Costa Rica participó en atletismo, fútbol, judo, natación y tiro. Debido a la participación del fútbol, el país estuvo representado por 28 atletas, de los cuales 17 pertenecían a la Selección Nacional. El abanderado en la ceremonia inaugural fue el tirador Mariano Lara.
En fútbol, destacó la victoria de la Selección Nacional sobre su similar de Italia (1-0, Enrique Rivers para Costa Rica), vigente campeona mundial de la disciplina, título que había obtenido dos años antes en la Copa Mundial de Fútbol de 1982. Previamente, Costa Rica cayó contra Estados Unidos (0-3) y Egipto (1-4, gol de Evaristo Coronado), para quedar eliminada en primera ronda y ocupar el lugar 14 entre 16 participantes.
El atleta Glen Abrahams participó en las pruebas de 100 m (11.31) y 200 m (22.75), quedando eliminado en primera ronda. 
En judo, participaron Álvaro Sanabria, Andrés Sancho, Javier Cóndor y Ronny Sanabria. Todos cayeron en sus respectivos y únicos combates. Estos Juegos Olímpicos han sido en los que Costa Rica ha enviado mayor cantidad de judocas.
La natación tuvo representación con Andrey Aguilar, quien participó en la prueba de 200 m estilo espalda (2:27.69, lugar 29), 100 m estilo mariposa (58.35, lugar 30), 200 m estilo mariposa (2:08.74, puesto 26), y 200 m estilo combinado (2:11.63, primera ronda). Sumando su participación en Moscú 1980, Aguilar es el nadador masculino costarricense que ha participado en más pruebas distintas en la historia de los Juegos Olímpicos (7).
El tiro aportó a Mariano Lara (pistola de 50 m, lugar 25), Róger Cartín (rifle de aire a 10 m, lugar 52) y Elizabeth Jagush (rifle de aire a 10 m, lugar 33, penúltima). Jagush volvió a competir en Atlanta 1996 para el equipo de Estados Unidos, donde logró los puestos 7 (rifle de pequeño calibre en tres posiciones a 50 m) y 13 (rifle de aire a 10 m).

### Seúl 1988

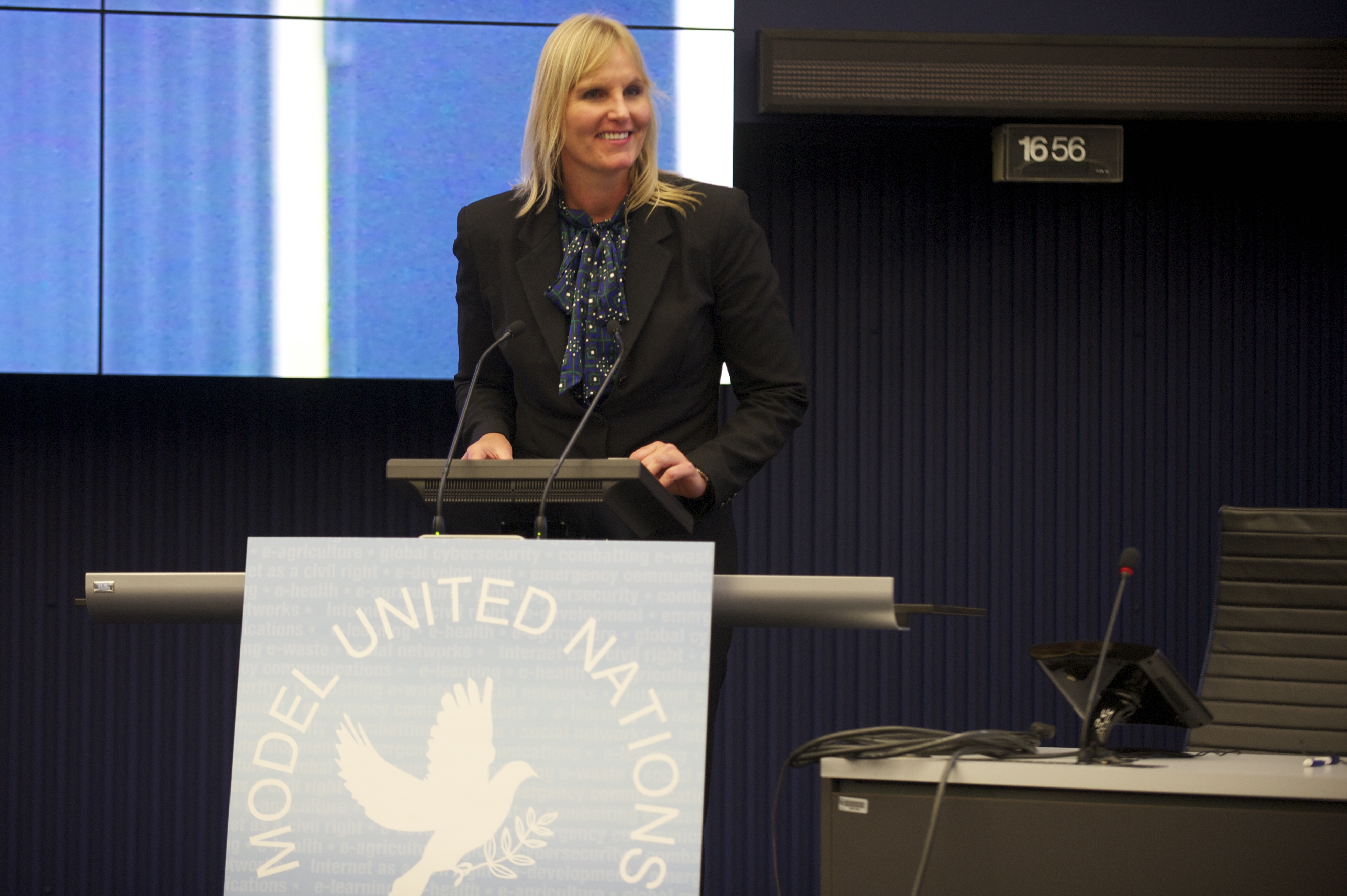
La ex nadadora y embajadora costarricense Sylvia Poll, primera ganadora de una medalla olímpica para Costa Rica (plata, 100 m espalda, Seúl 1988), durante una conferencia de FerMUN en 2013.

Costa Rica estuvo representada en los Juegos Olímpicos de Seúl 1988 por un total de 16 deportistas. Participó en atletismo, boxeo, judo, natación y halterofilia. En Seúl 88, Costa Rica logró el primer podio de su historia (Sylvia Poll, natación, plata). Hasta ese momento, era la edición en la que han participado mayor cantidad de mujeres (7 en total, 6 en natación y 1 en atletismo), y la única donde el número de participantes femeninas había sido mayor que los participantes masculinos hasta Tokio 2020 (8 mujeres y 6 hombres). La nadadora Sigrid Niehaus fue la abanderada en la ceremonia inaugural. 
Los Juegos Olímpicos de Seúl 1988 marcaron la primera hazaña olímpica del país cuando la nadadora Sylvia Poll logra la medalla de plata en la prueba de 200 estilo libre de natación, con un tiempo de 1:58.67. Esta fue la primera medalla que ganó la nación en su historia. Sylvia también participó en la final de los 100 m estilo libre donde ocupó el quinto lugar con un tiempo de 55.90, y en la final de 100 m estilo dorso donde fue sexta con 1:03.34.
El país tuvo una notoria participación de nadadoras al competir, además de Poll, Montserrat Hidalgo, Natasha Aguilar, Sigrid Niehaus, Eric Greenwood, Horst Niehaus, Marcela Cuesta y Carolina Mauri. Es la única vez que el país ha tenido tantos nadadores participando en una Olimpiada. Esta particularidad le permitió participar por primera y única vez en todas las ediciones de los Juegos, en las competencias de natación femenina de relevos por equipos. En el relevo 4 x 100 estilo libre, el equipo costarricense (compuesto por Poll, Mauri, Aguilar y S.Niehaus) hizo un tiempo de 3:59.67 en el primer hit eliminatorio (superado por Alemania Oriental, Unión Soviética, Alemania Occidental, Gran Bretaña, Suecia, y superando a Taiwán), para ocupar el decimosegundo lugar general (entre 15 países) y quedar eliminado en primera ronda. En el relevo 4 x 100 estilo combinado, el equipo de Costa Rica (formado por Poll, Mauri, Cuesta y S.Niehaus) quedó en el quinto lugar en el segundo hit eliminatorio (superado por Alemania Oriental, Canadá, Bulgaria y Suecia, y ganando solo a Dinamarca), con un tiempo de 4:31.75, para el decimoquinto lugar (entre 18 países), quedando igualmente eliminado en primera ronda. En varones, Eric Greenwood participó en 100 m (1:03.11, puesto 45) y 200 m (2:15.42, puesto 35) espalda, y en 200 m estilo combinado (2:15.64, puesto 43). En las mismas pruebas, Horst Niehaus obtuvo los puestos 42 (1:01.91), 34 (2:12.83) y 44 (2:16.16). En las pruebas femeninas individuales, además de la participación de Poll, los resultados de las nadadoras costarricenses fueron: Hidalgo (1:18.42 en 100 m espalda, puesto 36; 1:18.42 en 200 m espalda, puesto 37); Aguilar (2:10.22 200 m estilo libre, puesto 34); Niehaus (1:16.65 100 m espalda, puesto 35; 2:45.35 200 m espalda, puesto 38), Cuesta (1:07.66 100 m mariposa, puesto 33) y Mauri (27.96 50 m libre, puesto 36; 1:00.14 100 m libre, puesto 41). Un dato a señalar es que, durante estas justas olímpicas, Carolina Mauri fue momentáneamente dueña del récord olímpico en 50 m estilo libre, dado que era la primera vez que se disputaba dicha prueba. Mauri compitió y ganó el segundo heat de los 50 m libre, rompiendo el anterior récord de Carolina Araujo (Mozambique, 29.64) establecido el mismo día, y a su vez, el suyo fue roto por la brasileña Mónica Rezende (27.44) en el siguiente heat. Ha sido la única ocasión en la historia que un costarricense ha ostentado un récord olímpico.
La segunda delegación en aportar más atletas fue el atletismo, donde vieron acción Maureen Stewart (800 metros planos, 2:08.17, puesto 23), Juan Amores (maratón, 2-24:49, puesto 45), Ronald Lanzoni (maratón, 2-23:45, puesto 40) y Luis López (maratón, 2-32:43, puesto 68).
Debe destacarse la posición alcanzada por el boxeador Humberto Aranda, eliminado en octavos de final debido a una mala actuación de los jueces. Aranda fue distinguido con la carta al Juego Limpio, por el Comité Olímpico Internacional, al no hacerse reclamos y aceptar la mala decisión por puntos del combate, que significaba la medalla de bronce. Aranda compitió en la categoría de peso wélter y fue eximido de la primera ronda. En la segunda ronda, logró la victoria sobre el samoano Asomua Naea en su primer combate, pasando a la tercera ronda, donde cayó ante el polaco Jan Dydak, quien ganó la medalla de bronce al vencer en su siguiente compromiso al nigeriano Adewale Adgebusi. Humberto Aranda ocupó el lugar 9 a nivel general, entre 42 boxeadores, lo que lo convierte en el atleta que ha ocupado la posición más alta en la historia del boxeo olímpico de Costa Rica.
También se participó en judo con Henry Núñez (categoría 71 kg, puesto 22), halterofilia con Rafael Elizondo (semipesado, puesto 16), y tiro con Mariano Lara (pistola de aire a 10 m, puesto 42).

### Barcelona 1992
En estos Juegos, Costa Rica participó en los deportes de arquería, atletismo, canotaje, esgrima, natación y tiro. El abanderado fue el tirador Álvaro Guardia.
La mejor actuación fue la de la nadadora Sylvia Poll, que ocupó el séptimo puesto en la final de los 200 metros espalda (2:12.97). También ocupó el séptimo puesto en la Final B de los 100 metros espalda (1:03.57). Con su participación en Barcelona 1992, Sylvia Poll es la segunda nadadora costarricense que ha competido en más pruebas en Juegos Olímpicos en toda la historia (19), sumando sus dos participaciones en Olimpiadas (Seúl 1988 y Barcelona 92), superando por una prueba a su hermana Claudia Poll (18) y detrás de María del Milagro París (20).
Estos Juegos destacaron por la gran cantidad de participantes que envió el país en las distintas disciplinas del atletismo: en las pruebas de velocidad, participaron Henry Daley (100 metros planos, primera ronda, 8° lugar heat 3); Alex Foster (400 metros vallas, primera ronda, 7° lugar heat 7); Randolph Foster (200 metros planos, 22.47 s, primera ronda, 7° lugar heat uno; 400 metros planos, 48.80 s, primera ronda, 7° lugar heat 2). La actuación más destacada fue la de Zoila Rosa Steward, que alcanzó los cuartos de final en la prueba de 400 metros planos (53.60 s, puesto general 28; 7° lugar heat 4). Steward participó en otras dos pruebas: 100 metros planos, 12.12 s, primera ronda, 7° lugar heat 6; y 200 metros planos, 24.64 s, primera ronda, 7° lugar heat 2. En las pruebas de fondo, participaron Miguel Vargas (10 000 metros, 30:13.06, puesto 20); Luis López (maratón, 2-30:26, puesto 65), José Luis Molina (5.000 metros, 14:09.22, puesto 38) y Vilma Peña (maratón, 3-03:34, puesto 33).
Costa Rica también envió cuatro atletas en canotaje:  Joaquín García (41), Ferdinand Steinvorth (43) y Gabriel Álvarez (44) ocuparon los últimos puestos en la categoría de kayak sencillos masculino. Gilda Montenegro (28) fue antepenúltima en la versión femenina de esta prueba.
En esgrima, Esteban Mullins participó en la prueba de sable individual, ocupando el lugar 39 general, luego de perder sus cinco combates en la primera ronda.
En arquería, Patricia Obregón ocupó el puesto 57 luego de participar en las pruebas de 30, 50, 60 y 70 metros. Álvaro Guardia fue 52 en la prueba de rifle mixto.

### Atlanta 1996

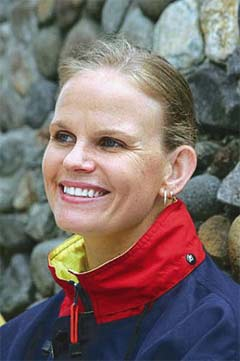
Claudia Poll ganó la primera medalla de oro de Costa Rica en su historia en los Juegos Olímpicos de Atlanta 1996. Posteriormente, le dio al país dos medallas de bronce en los Juegos Olímpicos de Sídney 2000.

El hito más importante en la historia del deporte olímpico costarricense se dio en las justas de Atlanta 1996. Por primera y única vez, el país ganó una medalla de oro con la victoria de la nadadora Claudia Poll (hermana menor de Sylvia Poll) en la prueba de los 200 m estilo libre, al vencer con un tiempo de 1:58.16 a las alemanas Franziska van Almsick y Dagmar Hase, campeonas mundial y olímpica respectivamente. También estuvo en la final de los 400 m estilo libre, donde ocupó el quinto lugar con un tiempo de 4:10:00 en una prueba que fue ganada por la irlandesa Michelle Smith (4:07:25).
Andrés Brenes logró el sexto lugar en la competencia de ciclismo de montaña, en la modalidad Cross-Country, haciéndose acreedor de un diploma olímpico y convirtiéndose, en su momento, en el tercer éxito olímpico más importante de la historia del país después de las medallas de las hermanas Poll.
En atletismo, destacó la participación del fondista José Luis Molina, quien con un tiempo de 2-17:49, llegó en el puesto 24 de la maratón masculina, el más alto que ha logrado un costarricense en esa prueba en todas las ediciones de las justas.
En atletismo, Zoila Rosa Stewart quedó quinta en su hit eliminatorio de los 400 m planos, con un tiempo de 52´66, sin pasar de la primera ronda; en judo, Henry Núñez y Ronny Gómez perdieron sus únicos combates de peso ligero y medio-pesado respectivamente; en piragüismo, Róger Madrigal ocupó el puesto 39 en la modalidad de kayak eslalon, y Gilda Montenegro ocupó el puesto 26 en la rama femenina de la misma modalidad; en natación Melissa Mata ocupó el segundo lugar de su hit eliminatorio de los 200 m estilo mariposa con un tiempo de 2:23.89, para el lugar 33 entre todos los participantes, y Juan José Madrigal ocupó el puesto 34 en 100 m estilo dorso al quedar tercero en su hit eliminatorio con un tiempo de 1:05.47. Cabe destacar que fue la primera y hasta ahora, única vez, que el país participó en clavados con la atleta Daphne Hernández, quien ocupó las posiciones 26 en plataforma y 30 en trampolín.

### Sídney 2000
En los Juegos Olímpicos de Sídney 2000, Costa Rica envió 7 deportistas en las disciplinas de atletismo, ciclismo, natación, tenis y triatlón. En estas justas, Costa Rica ganó dos preseas de bronce ganadas por Claudia Poll en los eventos de 200 (1:58.81) y 400 m (4:07.83) estilo libre de la natación. Con estas medallas, Poll se consolidó como la atleta más ganadora de la historia olímpica de Centroamérica.
En la natación masculina, Juan José Madrigal participó en los eventos de 100 m (1:05.14, puesto 48, ganó su heat eliminatorio) y 200 m (2:24.49, puesto 43) espalda. Esteban Blanco participó en 50 m estilo libre (23.72, puesto 45, ganó su heat eliminatorio).
En el atletismo, José Luis Molina corrió la maratón con un tiempo de 2-20:37 h, llegando en el puesto 39. En el ciclismo, José Adrián Bonilla ocupó el puesto 33 en la prueba de ciclismo de ruta, a 21:00.22 min del ganador del oro.
En el tenis masculino, Juan Antonio Marín perdió su único juego contra el ruso Yevgeny Kafelnikov, 2 sets a 0. A la postre, Kafelnikov ganó la medalla de oro en esta disciplina.
En el triatlón, Karina Fernández fue eliminada en la prueba de ciclismo al ser alcanzada por las punteras. Fernández logró completar únicamente la prueba de natación con un tiempo de 23:09.28.

### Atenas 2004
En los Juegos Olímpicos de Atenas 2004, Costa Rica participó en las disciplinas de ciclismo, fútbol, natación, judo, taekwondo y tiro. El portador de la bandera en la ceremonia de apertura fue el judoca David Fernández Tercero.
Esta Olimpiada marcó el final del ciclo olímpico para la ondina Claudia Poll, quien con 31 años participó en las pruebas de 200 m (1:59.79, 10° puesto general) y 400 m (4:09.75, 9° puesto general). En total, Claudia Poll participó en tres Juegos Olímpicos (Atlanta 1996, Sídney 2000 y Atenas 2004), compitió en 18 pruebas de natación (tercer lugar en la historia de Costa Rica, tras María del Milagro París y su hermana Sylvia Poll) y ganó 3 medallas olímpicas (1 de oro, 2 de bronce), siendo la atleta costarricense más exitosa de toda la historia.
En fútbol, la Selección Nacional, dirigida por el técnico costarricense Rodrigo Kenton, participó por tercera ocasión en unos Juegos Olímpicos y por primera vez superó la primera ronda. Al empate contra Marruecos (0-0) y la derrota contra Irak (0-2) siguió una victoria por 4-2 sobre el Portugal de Cristiano Ronaldo, con goles de Álvaro Saborío, José Villalobos, Pablo Brenes y autogol del portugués Fernando Meira. En cuartos de final, perdió 4-0 con Argentina, que a la postre sería el campeón olímpico. Esta ha sido la mejor participación del fútbol en unos Juegos Olímpicos, al alcanzar el octavo lugar entre 16 países.
Karen Matamoros se convirtió en la primera ciclista costarricense en participar en unos Juegos Olímpicos. Ocupó el puesto 21 en la prueba de ciclismo de montaña. En sus segundos Juegos, el ciclista José Adrián Bonilla obtuvo el puesto 26 con 2-27:13 en la prueba de ciclismo de ruta. Históricamente, es la segunda mejor actuación de un costarricense en esta disciplina, luego de la participación de Andrey Amador en Londres 2012 (puesto 24).
En el judo, David Fernández perdió su combate con el mexicano Cristóbal Alejandro Aburto. En el taekwondo, Kristopher Moitland participó en la categoría de los pesos pesados. Venció al haitiano Tudor Sanon en la primera ronda. En cuartos de final, cayó ante el francés Pascal Gentil (bronce). Ocupó el noveno puesto general.
En tiro, Gretel Barboza participó en la prueba de pistola de aire a 10 metros, donde ocupó el puesto 35, con un puntaje final de 368.

### Pekín 2008

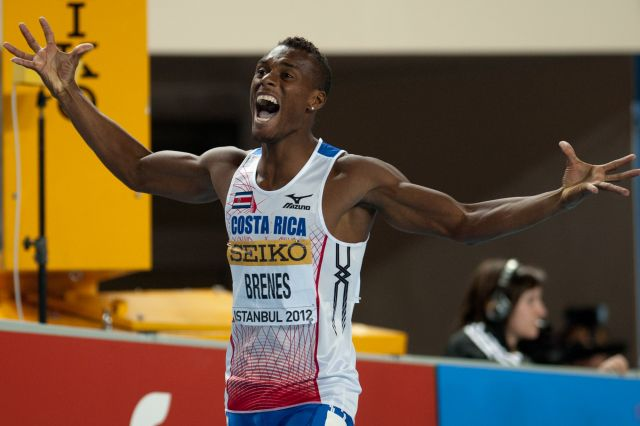
Nery Brenes fue décimo en Pekín 2008 y estuvo a 12 centésimas de la final de los 400 m.

En los Juegos Olímpicos de Pekín 2008, participaron 8 atletas representando a Costa Rica, en las disciplinas de atletismo, natación, taekwondo y ciclismo. El abanderado fue el marchista Allan Segura.
En el atletismo, destacó la participación del velocista limonense Nery Brenes, quien en los 400 m planos alcanzó la semifinal luego de vencer en su hit eliminatorio con un tiempo de 45:36. En la semifinal, Brenes entró en el cuarto puesto con un tiempo de 44:94, quedando a doce centésimas de pasar a la final. Ocupó el puesto número 10 entre todos los participantes (63), el más alto que ha alcanzado un atleta costarricense en la prueba olímpica de los 400 metros.
En tanto, la maratonista Gabriela Traña ocupó la posición 68 al ingresar con un tiempo de 2-53:45, mientras que en la marcha de 20 km, Allan Segura alcanzó el puesto 39 entre 51 participantes, con un tiempo de 1-27:10.
En el taekwondo, Kristopher Moitland, en su segunda Olimpiada, ocupó la sexta posición en la categoría de 80 kg, luego de caer ante el coreano Cha Dong-Min (oro) y posteriormente, ante el uzbeko Akmal Ergashev (quinto) en la pelea de repechaje. Este ha sido el puesto más alto de un taekwondista costarricense en unos Juegos Olímpicos.
En ciclismo, Costa Rica participó en las modalidades de ciclismo de ruta y ciclismo de montaña. En ciclismo de ruta, Henry Raabe no logró terminar la prueba, mientras que en el ciclismo de montaña, Federico Ramírez ocupó el puesto 47 entre 50 participantes.
En natación, Marianela Quesada participó en los 50 m libre, alcanzando la posición 57 con un tiempo de 28.11 s.
Por su parte Mario Montoya participó en los 200 m libre consiguiendo la posición 50 con un tiempo de 1:52.19.

### Londres 2012
Para los Juegos Olímpicos de Londres 2012, Costa Rica asistió con 11 atletas, 9 de los cuales alcanzaron su clasificación de forma directa, mientras que los 2 restantes (ambos en natación) fueron invitados por el Comité Olímpico Internacional. Esta situación es de destacar ya que es la primera vez que tantos atletas costarricenses alcanzan las justas por clasificación directa. La abanderada en la ceremonia de inauguración fue la maratonista Gabriela Traña.
En general, se considera que la participación de los costarricenses fue modesta, destacándose las intervenciones de Andrey Amador, Leonardo Chacón y Mario Montoya. Se participó en ciclismo de ruta, ciclismo de montaña, triatlón, natación (100 m estilo mariposa femenino, 200 m estilo libre masculino), atletismo (400 m planos masculino, 400 m vallas femenino, maratón masculino y femenino), judo y taekwondo. Fue la edición en la que Costa Rica ha participado en mayor número de disciplinas diferentes (diez en total) hasta ese momento.
En ciclismo de ruta, el representante costarricense fue Andrey Amador, quien ingresó en el puesto 35 de la clasificación general (144 corredores), con un tiempo de 5 horas, 46 minutos y 37 segundos, a 40 segundos del ganador, el kazajo Alexander Vinokurov (5:45:57), y con el mismo tiempo que el ganador de la medalla de bronce, el noruego Alexander Kristoff, en una prueba donde compitieron ciclistas de la talla de los ingleses Bradley Wiggins (ganador del Tour de Francia 2012), Christopher Froome y Mark Cavendish, el australiano Cadel Evans, el suizo Fabian Cancellara y el mismo Vinokurov. El puesto ocupado por Amador (ganador de una etapa del Giro de Italia 2012) es el mejor alcanzado por un ciclista costarricense en todas las ediciones de los Juegos Olímpicos.
En el judo, Osman Murillo perdió su único combate en primera ronda ante el egipcio Houssein Hafiz en la categoría de los 73 kg. En el taekwondo, Heiner Oviedo (categoría de <58 kg) perdió su único combate en primera ronda contra el ruso Alexei Denisenko (bronce) por 5 golpes a 2.
En la natación, participaron Mario Montoya en los 200 m estilo libre, y Marie Laura Meza en los 100 m estilo mariposa. Montoya logró hacer su mejor tiempo del año (1:51.66), mejorando su tiempo de inscripción, el tiempo que había realizado en la anterior Olimpiada y el segundo mejor tiempo de su vida. No obstante, no pasó la primera ronda y quedó en el puesto 33 entre 40 nadadores participantes. Meza, por su parte, realizó un tiempo de 1:07.01, por debajo de su tiempo de inscripción  (1:05.97), quedando en el último lugar de su hit eliminatorio y en el último lugar entre las 42 nadadoras participantes. Tanto Montoya como Meza fueron los únicos atletas costarricenses que acudieron a las justas por invitación del COI.

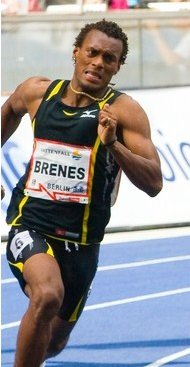
Una lesión privó a Nery Brenes de pasar a las semifinales en Londres 2012 en 400 m planos.

En el atletismo, el campeón panamericano y mundial de los 400 m lisos, el limonense Nery Brenes, logró un tiempo de 45:65 en el último hit eliminatorio de su disciplina, quedando sorpresivamente eliminado en la primera ronda, al parecer debido a una lesión en el tobillo izquierdo. Con este resultado, el atleta no logró mejorar su participación de la Olimpiada anterior (semifinales). Brenes era la principal opción de Costa Rica para obtener una medalla en las justas disputadas en la capital inglesa.
En la prueba de los 400 m vallas participó la atleta Sharolyn Scott, quien hizo un tiempo de 57:03, quedando en el lugar 33 entre 43 competidoras. No logró mejorar su tiempo personal de 56:19 (récord costarricense y centroamericano), aunque hizo la segunda mejor marca de su vida.
En la maratón femenina, Gabriela Traña hizo un tiempo de 2 horas, 43 minutos y 17 segundos, mejorando en 10 minutos el tiempo que hizo en Beijing 2008 (2:53:45), y haciendo el segundo mejor tiempo de su vida (2:38:22, con el que clasificó a Londres 2012). Ocupó el puesto 91 entre 107 competidoras (más 11 atletas que no finalizaron la prueba). En la maratón masculina, César Lizano realizó un tiempo de 2:24:16 para entrar en la posición 65, sin mejorar su mejor tiempo de 2:17:49.
En el triatlón, el liberiano Leonardo Chacón ingresó en el puesto 48 luego de una aparatosa caída en la fase de ciclismo, cuando el canadiense Simon Whitfield, oro en Sídney 2000 y plata en Beijing 2008, sufrió un tropiezo que hizo caer al costarricense cuando se encontraba en el puesto 17, a 20 segundos del grupo que lideraba la prueba ganada por el británico Alistair Brownlee. Chacón sufrió un esguince de 4 cm en el muslo derecho, además de excoriaciones y hematomas, pero en una muestra de coraje deportivo logró terminar los 38 km de la prueba de ciclismo que faltaban, más los 10 km de la prueba de atletismo.
Finalmente, en ciclismo de montaña, Paolo Montoya entró en la posición 36 de 52 ciclistas, a 12 minutos, 12 segundos del ganador del oro. Montoya logró un tiempo de 1 hora, 41 minutos y 19 segundos en una prueba que ganó el checo Jaroslav Kulhavý, con 1:29:07, el segundo lugar fue para el suizo Nino Schurter, quien se dejó la medalla de plata con 1:29:08 y el tercer lugar fue para el italiano Marco Fontana (1:29:32), bronce.

### Río de Janeiro 2016

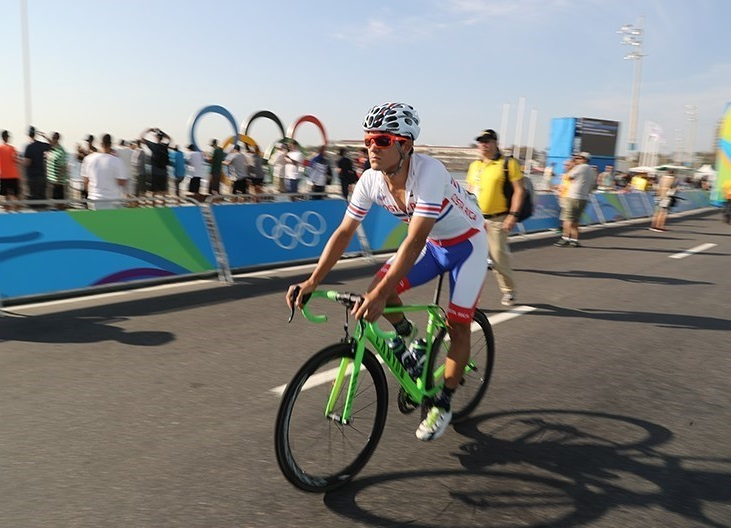
El ciclista costarricense Andrey Amador durante su participación en los Juegos Olímpicos de Río de Janeiro 2016.

En los Juegos Olímpicos de Río de Janeiro 2016, Costa Rica tuvo representación por 10 atletas en 6 deportes: atletismo (200 y 400 metros planos masculino, 400 metros vallas femenino, lanzamiento de martillo masculino), ciclismo de ruta (masculino y femenino), ciclismo de montaña (masculino), judo (masculino), natación (100 m mariposa femenino), triatlón masculino, y voleibol de playa femenino. Por primera vez el país logró clasificar atletas en las disciplinas de ciclismo de ruta femenino y voleibol de playa femenino y en lanzamiento del martillo masculino. El abanderado en la ceremonia de inauguración fue el velocista Nery Brenes.
En natación, Marie Laura Meza participó por invitación de la Federación Internacional de Natación, en el evento de 100 metros estilo mariposa femenino, con un tiempo  de 1:02,01 min, ocupando el quinto lugar de su hit, el lugar n°37 a nivel general, para su eliminación en primera ronda. Meza mejoró en seis segundos y veinte centésimas su tiempo con respecto a las Justas anteriores.
El ciclista Andrey Amador ocupó el puesto 54 en ciclismo de ruta masculino, con un tiempo de 6:30:05 h. Amador clasificó a los Juegos Olímpicos al ocupar el 8° lugar en el Giro de Italia 2016, en la que vistió la maglia rosa por una etapa. El ciclista costarricense corrió dicha prueba sin saber que estaba enfermo. La ciclista Milagro Mena participó en la prueba de ciclismo de ruta femenino, en la cual tuvo que abandonar en el kilómetro 104 obligada por la organización, debido a su atraso (15 minutos) con respecto al resto de las competidoras. Mena fue invitada a participar por la Unión Ciclista Internacional luego de la eliminación de varias ciclistas rusas acusadas de dopaje, siendo notificada de su participación un par de semanas antes del inicio de los Juegos.
El judoca Miguel Murillo (categoría 73 kg) cayó en su único combate contra el campeón del mundo, el japonés Shonei Ono (oro).

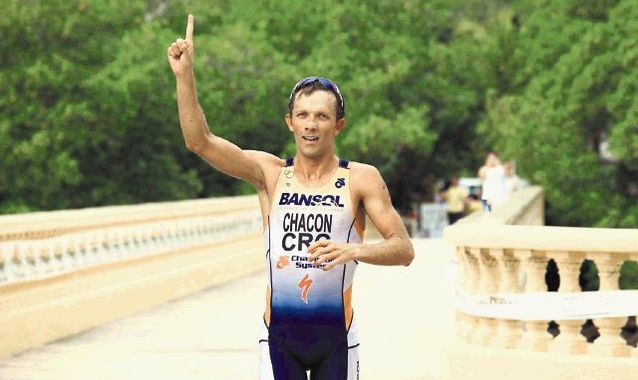
Costa Rica estuvo representada en triatlón por Leonardo Chacón en Londres 2012 y Río de Janeiro 2016.

La pareja de voleibolistas de playa compuesta por Natalia Alfaro y Karen Cope perdió sus tres encuentros contra Australia (21-15 y 21-14), Holanda (21-16 y 21-16) y Venezuela (21-16 y 21-19).
En atletismo, Nery Brenes clasificó a la semifinal de los 400 metros planos con un tiempo de 45.53 s. En la semifinal, participó en el heat 1, donde entró en el sexto lugar con un tiempo de 45.02 s, lo que lo dejó fuera de la final. Dicho tiempo es el segundo mejor que ha logrado Brenes en unos Juegos Olímpicos. Posteriormente, Brenes ganó su heat en los 200 metros planos con un tiempo de 20.20 s, pasando a las semifinales e imponiendo de paso un nuevo récord costarricense y centroamericano en dicha prueba. El atleta costarricense cerró su participación alcanzando el sexto puesto en la semifinal de los 200 metros, con un tiempo de 20.33 s, insuficiente para avanzar a la final. Ocupó el puesto 15 a nivel general en esta prueba, el más alto alcanzado por un costarricense. Es también el único costarricense que ha logrado alcanzar dos semifinales en unos mismos Juegos Olímpicos en distintas modalidades del atletismo (200 y 400 m).
Sharolyn Scott quedó eliminada en primera ronda de los 400 metros con vallas tras entrar séptima en su heat con un tiempo de 58.27 s, ocupando el lugar 40 a nivel general. Scott no había logrado la marca mínima (56.20 s) para asistir a los Juegos, pero luego fue invitada debido a que ostenta el récord costarricense y centroamericano de la disciplina. En los Juegos, Scott mejoró en tres centésimas su mejor tiempo del año, aunque en 2015 había logrado 56.91 s.
Roberto Sawyers ocupó el lugar 24 en el lanzamiento de martillo, alcanzando una distancia de 70.08 m, con dos lanzamientos fallidos de tres que realizó, quedando eliminado en primera ronda.
Leonardo Chacón ingresó en la posición 30 en el 
triatlón, con un tiempo de 4:05 horas. Chacón mejoró 18 puestos con respecto a su participación anterior en Londres 2012.
Andrey Fonseca ocupó el lugar 33 en la prueba de ciclismo de montaña, categoría Cross-Country, a 11:33 minutos del ganador de la medalla de oro, el suizo Nino Schurter.

### Tokio 2020
En los Juegos Olímpicos de Tokio 2020, Costa Rica estará representada por 14 atletas en 10 deportes: atletismo (20 km marcha, 110 metros con vallas femenino y 400 metros con vallas masculino), ciclismo de ruta (masculino y femenino), BMX FreeStyle (masculino), judo (-66 kg masculino), natación (200 metros libre femenino, 200 metros pecho masculino), surf (masculino y femenino), taekwondo (-57 kg femenino) y gimnasia (femenino). Es la primera vez que el país logró clasificar 10 atletas mediante el sistema de clasificación continental y mundial, implementado desde Atlanta 1996. Costa Rica no logró medallas durante las justas, pero obtuvo 2 diplomas olímpicos con Kenneth Tencio (ciclismo BMX) y Brisa Hennessy (surf), y 4 atletas costarricenses finalizaron entre los primeros 10 lugares en sus respectivas disciplinas: Tencio (cuarto), Hennessy (quinta), Andrea Vargas (100 m vallas, novena) e Ignacio Sancho (judo, noveno). El Comité Olímpico Nacional de Costa Rica determinó que fueran dos los atletas abanderados que representaran al país en la ceremonia de inauguración: Andrea Vargas (110 m con vallas) e Ignacio Sancho (judo).
Los ciclistas María José Vargas y Andrey Amador fueron los representantes de Costa Rica en el ciclismo de ruta de los Juegos Olímpicos de Tokio 2021. Andrey Amador participó en sus terceros Juegos Olímpicos, completando los 244 km de la prueba de ruta entre el Munashinonomori Park de Tokio y el Fuji International Speedway de Shizuoka con un tiempo de 6:21:46, ocupando el puesto 68 entre 130 ciclistas. En la categoría femenina, María José Vargas realizó un retiro reglamentario tras de 90 km de recorrido, luego de alcanzar una diferencia mayor a 12 minutos con respecto a las líderes de la competencia.
Los Juegos Olímpicos de Tokio fue la primera edición de estas justas en las que el surf fue incluido como parte de las disciplinas deportivas y Costa Rica tuvo tres representantes en busca del podio olímpico. En femenino, participaron Brisa Hennessy, quien logró su boleto en 2020 por medio del Tour Mundial de Surf, y Leilani McGonagle, quien obtuvo el 5.º lugar en el Mundial de la Asociación Internacional de Surf celebrado en 2021 en El Salvador. Los surfistas nacionales participaron en la Categoría Tabla Corta, que se llevó a cabo en Playa Tsurigasaki. Tras ocupar el segundo lugar de su hit eliminatorio, Brisa Hennessy avanzó a los cuartos de final luego de vencer a la neozelandesa Ella Williams. En cuartos de final, sería derrotada por la estadounidense Caroline Marks. Hennessy ocupó el quinto lugar general de la competencia, haciéndose acreedora de un diploma olímpico, haciendo historia para Costa Rica al consagrar una de las actuaciones más destacadas de un deportista costarricense en Juegos Olímpicos. Por su parte, Leilani McGonagle quedó fuera de los Juegos Olímpicos al caer en dos rondas por criterios de desempate: ocupó el tercer puesto en el quinto hit eliminatorio de la primera ronda, y el cuarto en el repechaje. A última hora, se dio la clasificación del surfista Carlos "Cali" Muñoz, luego de que un surfista de Portugal diera positivo en la prueba de COVID-19 y quedara fuera de los Juegos. Sin embargo, luego de realizar enormes esfuerzos en menos de 48 horas para lograr viajar a las Justas, Muñoz no logró llegar a tiempo a Japón, por lo que no pudo participar de la competencia.
En judo, Ignacio Sancho obtuvo una histórica primera victoria olímpica de un atleta nacional en esta disciplina, al derrotar al albano Indrit Cullhaj en los dieciseisavos de final de la categoría de los -66 kilogramos. Luego, cayó en su combate de octavos de final ante el ganador de la medalla de bronce, el coreano An Ba-Ul. Sancho había logrado su boleto a los Juegos mediante el ranquin continental, el cual otorga un cupo a los 10 mejores atletas del continente americano. Finalizó en un histórico noveno lugar general, el más alto alcanzado por Costa Rica en el judo olímpico desde su primera participación en este deporte en Tokio 1964.
La taekwondista Neshy Lee Lindo quedó eliminada de los Juegos Olímpicos de Tokio tras perder el reñido combate en la categoría de los -57 kilogramos ante la subcampeona del mundo, la turca Hatice Kubra Ilgun, ganadora de la medalla de bronce. La costarricense arrancó sumando tres puntos con un golpe a la cabeza, sin embargo la adversaria en los últimos 10 segundos del primer episodio le dio una patada al pecho y se fue adelante 5-3. El segundo episodio İlgün anotó con un golpe de puño al peto para aumentar la ventaja 6-3. Nishy descontó con un golpe al pecho para ponerse 6-5, pero la turca volvió a puntuar en dos ocasiones consecutivas para sumar 16-5 a 30 segundos para el final y definir el combate. Neshy finalizó en la 11ª posición (empatada con 6 más).
Luciana Alvarado hizo historia en el deporte costarricense, al convertirse con 18 años, en la primera gimnasta nacional en clasificar a unos Juegos Olímpicos. Luciana logró su boleto gracias a su buen desempeño en el Campeonato Panamericano de Gimnasia Artística realizado en Río de Janeiro en junio de 2021. Alvarado finalmente ocupó el puesto 51 de la competencia en el todo evento individual de la gimnasia, logrando el mejor puntaje de su vida, y siendo segunda mejor gimnasta latinoamericana en Tokio 2020.
Beatriz Padrón y Arnoldo Herrera representaron a la natación costarricense en los Juegos Olímpicos de Tokio, ambos por invitación de la Federación Internacional de Natación. Con 18 años, Beatriz Padrón se ubicó de segunda en el primer heat de los 200 metros libres y registró su mejor marca de 2'04",56. Finalizó en el puesto 25 de la prueba. Arnoldo Herrera cerró su participación en los Juegos Olímpicos en el séptimo lugar en el primer heat de los 200 metros pecho, con 2:20.09. El costarricense ocupó el puesto 38, entre los 40 mejores nadadores del mundo.
Gerald Drummond, quien se clasificó a los Juegos Olímpicos gracias a su oro en 400 m vallas en el Campeonato Centroamericano de Atletismo, ocupó el puesto 27 de 36 atletas, al completar su prueba con un tiempo de 49,92 s (inferior su tiempo de calificación, 49.31 s), ocupando el séptimo puesto de su heat. Luego trascendió que Drummond había corrido su prueba afectado por una fractura incompleta en el cuarto metatarsiano del pie derecho.
El ciclista Kenneth Tencio obtuvo su boleto en los Mundiales de BMX que se disputaron en China en 2019 al finalizar en el puesto 13 en la competición. En el Mundial UCI BMX 'Freestyle' en China 2018, el costarricense obtuvo la medalla de plata. El biker costarricense concluyó su participación en los Juegos Olímpicos de Tokio 2020 con 84.20 y 90.50, lo que le otorgó el cuarto mejor del mundo en BMX FreeStyle, asegurando el Diploma Olímpico color Oro, convirtiéndose en el mejor representante masculino de Costa Rica en Juegos Olímpicos, y la mejor actuación de un atleta nacional en la historia olímpica costarricense, superada hasta el momento únicamente por las cuatro medallas olímpicas de las hermanas Sylvia y Claudia Poll.
Andrea Carolina Vargas y Noelia Vargas serán las primeras hermanas costarricenses en participar en la misma edición de los Juegos Olímpicos. Andrea Vargas consiguió el primer Oro Panamericano para una mujer costarricense en atletismo en la prueba de 100 metros vallas. En Tokio, Andrea Vargas ganó su heat eliminatorio con un tiempo de 12,71 segundos, lo que aseguró su paso a las semifinales, donde hizo un tiempo de 12.69 s, quedando fuera de la final por 0.02, finalizando su participación en la 9.ª posición en su categoría. Con este resultado, Andrea Vargas se convirtió en la 4.ª atleta costarricense de esta edición y la 12.ª en la historia, que finaliza en las primeras 10 posiciones en los Juegos Olímpicos. 
Noelia Vargas finalizó en el puesto 21, de 58 competidoras, de la marcha femenina (20 km) realizada a cabo en el circuito de Sapporo, en la isla de Hokkaido, con un registro de 1 hora, 35 minutos y 7 segundos, convirtiéndose en quinta mejor competidora por América y la primera en Centroamérica y el Caribe.